# Paedoclione doliiformis
Paedoclione doliiformis är en snäckart som beskrevs av Danforth 1907. Paedoclione doliiformis ingår i släktet Paedoclione och familjen Clionidae. Inga underarter finns listade i Catalogue of Life.